# Szabó József (úszó)
Szabó József (Budapest, 1969. március 10. –) olimpiai bajnok úszó, edző, sportvezető.

## Sportpályafutása
1975-től a Budapesti Vasas Izzó úszója volt, majd 1979-től Széchy Tamás tanítványa és a Budapesti Honvéd SE sportolója lett. Ifjúsági Barátság Versenyen 1982-ben a vegyesváltóban szerzett ezüstérmet. A következő évben ugyancsak az IBV-n négy arany-, három-három ezüst- és bronzérmet nyert. 1984-ben a felnőtt magyar bajnokságon szerzett több érmet. Az ifjúsági Európa-bajnokságon 400 m vegyesen lett első. Az 1985. évi ifjúsági Európa-bajnokságon négy bajnoki címet nyert. Ettől az évtől kezdve szerepelt a magyar felnőtt válogatottban is. Az 1986-os felnőtt világbajnokságon 200 méter mellen első, 400 méter vegyesen negyedik lett. Az 1987-es Európa-bajnokságon 200 méter mellen első, 400 méter vegyesen második, 200 méter vegyesen negyedik volt. Az 1988-as olimpián 200 méter mellen Európa-csúccsal olimpiai bajnok, 400 méter vegyesen negyedik, 200 méter vegyesen 23. volt.
1989-ben az Európa-bajnokságon 200 méter mellen bronzérmes, 400 méter vegyesen ötödik lett. Az 1991-es világbajnokságon 400 méter vegyesen negyedik, 200 mellen ötödik helyen végzett. A válogatottságról az 1992. évi barcelonai olimpia előtt mondott le, a versenyszerű úszást 1993-ban fejezte be.
Visszavonulása után Budapesten sportszerüzletet és úszóiskolát nyitott. 1995-ben a Testnevelési Főiskolán úszó szakedzői oklevelet szerzett és a Csik Ferenc Diáksportegyesület, majd a Széchy SE vezetője lett. 1993-tól 2000-ig a Magyar Úszó Szövetség alelnöke, egyben a Magyar Olimpiai Bizottság tagja volt. 2011 novemberében beválasztották az úszó hírességek csarnokába.

## Sporteredményei
- olimpiai bajnok (1988: 200 m mell)
- olimpiai 4. helyezett (1988: 400 m vegyes)
- világbajnok (1986: 200 m mell)
- világbajnoki 4. helyezett (1991: 400 m vegyes)
- világbajnoki 5. helyezett (1991: 200 m mell)
- Európa-bajnok (1987: 200 m mell)
- Európa-bajnoki 2. helyezett (1987: 400 m vegyes)
- Európa-bajnoki 3. helyezett (1989: 200 m mell)
- tizenhétszeres magyar bajnok

## Rekordjai

### 200 m mell
- 2:14,27 (1986. augusztus 21., Madrid) Európa- és ifjúsági magyar csúcs
- 2:13,87 (1987. augusztus 21., Strasbourg) Európa- és ifjúsági magyar csúcs
- 2:13,52 (1988. szeptember 23., Szöul) Európa-csúcs

### 400 m vegyes
- 4:18,30 (1987. augusztus 19., Strasbourg) ifjúsági magyar csúcs

## Díjai, elismerései
- Kiváló ifjúsági sportoló (1983, 1984, 1985)
- Az év magyar ifjúsági sportolója (1986)[1]
- A Magyar Népköztársaság csillagrendje (1988)
- Kemény Ferenc-díj
- Az Úszó Hírességek Csarnoka tagja (2011)